# Nebojša Popović
Nebojša Popović (serbisch-kyrillisch Небојша Поповић; * 28. April 1947 in Prijedor, SFR Jugoslawien) ist ein ehemaliger jugoslawischer Handballspieler.

## Karriere
Nebojša Popović spielte den größten Teil seiner Karriere für den RK Borac Banja Luka, mit dem er 1973, 1974, 1975 und 1976 die jugoslawische Meisterschaft sowie 1972, 1973, 1974 und 1975 den jugoslawischen Pokal gewann. International gewann er mit Borac den Europapokal der Landesmeister 1975/76.
Mit der jugoslawischen Nationalmannschaft gewann Popović bei der Weltmeisterschaft 1970 und bei der Weltmeisterschaft 1974 die Bronzemedaille. Bei den Olympischen Spielen 1972 in München warf er elf Tore in sechs Partien und wurde Olympiasieger. Bei den Olympischen Spielen 1976 in Montreal belegte er mit Jugoslawien den fünften Platz. Bei den Mittelmeerspielen 1967 und Mittelmeerspielen 1975 gewann er die Goldmedaille. Er bestritt 115 Länderspiele, in denen er 252 Tore erzielte.
Kurz vor Ausbruch der Jugoslawienkriege verließ der habilitierte Mediziner Banja Luka und emigrierte nach Belgien. Dort arbeitete er im belgischen Handball und wurde technischer Direktor der belgischen Nationalmannschaft. Seit 2007 lebt er in Katar und arbeitete als Chirurg.